# スズヒロフォークリフト
スズヒロフォークリフト株式会社は愛知県豊田市に本社を置くフォークリフトに関するサービスを提供する会社である。
製造業の盛んな豊田市で1981年からレンタルフォークリフト業を中心に各種フォークリフト向けサービスを展開。会社方針は「三方好し」。
フォークリフト用バッテリーの能力向上の為、独自サービスも開発している。

## 沿革
- 1981年 - 株式会社鈴広商店から新規事業として派生。
- 1987年 - 法人設立。製造業の盛んな豊田市の工場へフォークリフトレンタル及び各種サービス提供をする。

## サービス
- フォークリフトレンタル（短期・長期）
- フォークリフトリース
- フォークリフト販売（新車・中古車）
- フォークリフト買取
- フォークリフト点検
- NOBIMAX販売・レンタルサービス　[1]

## その他
- 愛知県庁平成27年経営革新計画の承認　[2]
- 豊田市平成27年度豊田ものづくりブランドの認定　[3]